# Clasificación AAR
La clasificación AAR es un método para clasificar la disposición de las ruedas de las locomotoras (o unidades) que fue desarrollado por la Association of American Railroads. Es en esencia una simplificación de la clasificación UIC europea, y se usa ampliamente en América del Norte para describir las locomotoras diésel y eléctricas. No se utiliza para las locomotoras de vapor, empleando en su lugar la notación Whyte. Este sistema cuenta el número de ejes en lugar del número de ruedas. Las letras indican el número de ejes motores y los números la cantidad de ejes de apoyo. La "A" refiere a un eje motor, la "B" a dos ejes motores en un mismo conjunto, la "C" a tres ejes motores en un mismo conjunto, y la "D" a cuatro ejes motores. El número "1" indica un eje de apoyo y el "2" dos ejes de apoyo. Un guion ("–") separa los bojes, o conjuntos de ruedas. Un signo más ("+") indica una articulación.

## 1A-A1
"1A-A1" indica que hay dos bojes idénticos en la unidad. Cada uno tiene un eje de tracción y un eje de apoyo, estando estos últimos en los extremos. Entre los ejemplos se encuentra el coche motor (UMD) Budd RDC Diesel MU.

## 1-D
"1-D" indica que hay dos bojes, o conjuntos de ruedas. El boje "1" se encuentra debajo del frente de la unidad y posee un eje de apoyo. Los cuatro ejes restantes están rígidamente montados al chasis detrás del boje de guía. Los únicos ejemplares conocidos son una serie de locomotoras diésel construidas para el Texas-Mexican Railway.

## 2-A1A
"2-A1A" indica que hay dos bojes, o conjuntos de ruedas. El boje "2" está debajo del frente de la unidad y tiene dos ejes de apoyo. El boje "A1A" está debajo de la parte trasera de la unidad, y tiene un eje de tracción, un eje de apoyo y otro eje de tracción. Un ejemplar es el coche motor de 800 hp FM OP800, seis de los cuales fueron construidos por la St. Louis Car Company exclusivamente para el Southern Railway en 1939.

## 2-B
"2-B" indica que hay dos bojes, o conjuntos de ruedas. El boje "2" está debajo del frente de la unidad y tiene dos ejes de apoyo. El boje "B" está debajo de la parte trasera de la unidad y tiene dos ejes motores. Un ejemplo es el coche motor construido por ALCO/ACF en 1935 y 1937 para los trenes Rebel de viajeros.

## 3-A1A
"3-A1A" indica que hay dos bojes, o conjuntos de ruedas. El "3" está debajo del frente de la unidad y tiene dos ejes de apoyo. El boje "A1A" está debajo de la parte trasera de la unidad y tiene un eje de tracción, un eje de apoyo y otro eje de tracción. Los últimos FM OP800 de 800 hp, construidos por St. Louis Car Company exclusivamente para el Southern Railway en 1939, son un ejemplo de esta disposición.

## A1-1A
"A1-1A" indica que hay dos bojes idénticos en la unidad. Cada uno tiene un eje de tracción y un eje de apoyo, estando los de tracción en los extremos.

## A1A-2
"A1A-2" indica que hay dos bojes, o conjuntos de ruedas. El boje "A1A" está debajo del frente de la unidad y tiene un eje de tracción, un eje de apoyo y otro eje de tracción. El boje "2" se encuentra debajo de la parte trasera de la unidad y tiene dos ejes de apoyo. Un ejemplo es el coche motor Silver Charger para los General Pershing Zephyr.

## A1A-3
"A1A-3" indica que hay dos bojes, o conjuntos de ruedas. El boje "A1A" está debajo del frente de la unidad y tiene un eje de tracción, un eje de apoyo y otro eje de tracción. El "3" está debajo de la parte trasera de la unidad y tiene tres ejes de apoyo. Un ejemplo es el Baldwin DR-6-2-10 de 1000 hp, del que se construyó una sola unidad para el Chicago and North Western Railway en 1948.

## A1A-A1A
"A1A-A1A" indica que hay dos bojes idénticos, o conjuntos de ruedas. Cada boje tiene un eje de tracción, un eje de apoyo y otro eje de tracción. Esta configuración permite una mejor distribución del peso de la locomotora sobre la vía. Las EMD serie E, las ALCO serie PA, ambas locomotoras de servicio de viajeros, y las FM Erie de servicio dual, son ejemplos de esta disposición. El BNSF planea recibir las locomotoras ES44C4 con esta configuración en el 2009.

## A1A-B+B
"A1A-B+B" indica que hay tres bojes, o conjuntos de ruedas. El primero tiene tres ejes, siendo el central de apoyo. Un par de bojes de dos ejes cada uno, todos motores, están conectados por un puente de apoyo debajo de la parte trasera de la unidad. El único ejemplo de esta configuración es una versión experimental de la EMD SDP45.

## B
"B" indica que hay dos ejes motores en la unidad. Estos ejes no están articulados con respecto a otras partes de la unidad. Esta configuración es usada solo en locomotoras muy pequeñas, como la EMD modelo 40. Esta configuración se denomina 0-4-0 en la notación Whyte.

## B-1
"B-1" indica que hay dos bojes, o conjuntos de ruedas. El boje "B" se encuentra al frente de la unidad y tiene dos ejes motores. El boje "1" está en la parte trasera de la unidad y tiene un eje de apoyo. Esta configuración incluye las tres locomotoras EMD LWT12 construidas por EMD en 1956.

## B-2
"B-2" indica que hay dos bojes, o conjuntos de ruedas. El boje "B" se encuentra al frente de la unidad y tiene dos ejes motores. El boje "2" está en la parte trasera de la unidad y tiene dos ejes de apoyo. Como ejemplo se pueden citar a las tres locomotoras livianas RP-210 construidas por Baldwin en 1956 y 1957 para usar con el equipamiento Train-X de Pullman-Standard.

## B-A1A
"B-A1A" indica que hay dos bojes, o conjuntos de ruedas. El boje "B" se encuentra al frente de la unidad y tiene dos ejes motores. El boje "A1A" está debajo de la parte trasera de la unidad y tiene un eje de tracción, un eje de apoyo y otro eje de tracción. Numerosos ejemplares de esta configuración fueron las locomotoras FM línea C (muchas eran unidades para trenes de viajeros) construidas entre 1950 y 1955, y las EMD FL9.

## B-B
"B-B" indica que hay dos bojes idénticos, o conjuntos de ruedas. Cada boje tiene dos ejes motores, una configuración muy popular, usada en trenes de bajo peso y de alta velocidad, como trenes intermodales y para maniobras. Ejemplos: EMD GP (Propósito General).

## B-2-B
"B-2-B" indica que hay tres bojes, o conjuntos de ruedas. El boje central tiene dos ejes de apoyo, y los bojes de los extremos tienen cada uno dos ejes motrices. El bastidor de la locomotora debe ser lo suficientemente largo para dar lugar al boje central. Ejemplares de esta configuración son las locomotoras JNR Clase DD51.

## B-B-B
"B-B-B" indica que hay tres bojes idénticos, o conjuntos de ruedas. Cada boje tiene dos ejes motores. El bastidor de la locomotora debe ser lo suficientemente largo para dar lugar al boje central. Ver también Bo-Bo-Bo.

## B+B+B
"B+B+B" significa que es un conjunto articulado de tres unidades, cada una con dos ejes motores, y la locomotora debe tener cada una un bastidor amplio para poder ubicar el juego de ejes central y los ejes de los extremos de la locomotora. Las diez locomotoras eléctricas de General Electric para los Ferrocarriles Mexicanos de 1923 son ejemplos de esta configuración.

## 2-B+B-2
"2-B+B-2" indica que hay dos juegos de ejes articulados debajo de la unidad. En cada uno de estos juegos, hay un boje con dos ejes de apoyo, y en el extremo interno hay dos ejes motores. Estos conjuntos están ubicados cola con cola y conectados con una bisagra. Las locomotoras eléctricas PRR DD1 y DD2 usan esta configuración.

## 2-B+B+B+B-2
"2-B+B+B+B-2" indica que hay dos juegos de ejes articulados debajo de la unidad. En cada uno de estos juegos, hay un boje con dos ejes de apoyo, y del lado interno, dos ejes motores, acoplado a otro juego de ejes motores. Dos de estos conjuntos articulados están colocados cola con cola y unidos mediante una bisagra. Un ejemplo de esta configuración son las locomotoras eléctricas Milwaukee Road EF-1.

## B+B-B+B
"B+B-B+B" indica que hay cuatro bojes idénticos, o conjuntos de ruedas. En cada boje hay dos ejes motores y están unidos a pares mediante puentes de apoyo. Un ejemplo sería la General Electric U50, construida en 1963-1965. Las locomotoras de turbina de 4500 hp (3,4 MW) fabricadas por GE para el Union Pacific también usaban esta disposición. El ferrocarril EFVM de Brasil uziliza las locomotoras GE "BB" de trocha angosta, tanto con cabina estándar y cabina ancha. La GE BB40-9W, por ejemplo, es una locomotora de la serie GE Dash 9-40CW de cabina ancha de 4000 hp (3.000 kW) con disposición B+B-B+B.

## B-B+B-B
"B-B+B-B" indica que hay cuatro bojes idénticos, o conjuntos de ruedas. En cada boje hay dos ejes motores. Los dos bojes centrales están conectados puente de apoyo. En muchos casos la locomotora está articulada sobre el puente de apoyo. La M-10002 del Union Pacific es un ejemplo de este tipo. Esta disposición incluye las locomotoras compuestas de dos unidades permanentemente acopladas, como algunas unidades EMD FT unidas por acoples sólidos, en lugar del enganche tradicional.

## B-B-B-B
"B-B-B-B" indica que hay cuatro bojes idénticos, o conjuntos de ruedas. En cada boje hay dos ejes motores. El chasis de la locomotora debe permitir el movimiento lateral de los bojes centrales.

## B-B+B-B+B-B
"B-B+B-B+B-B" indica que hay seis bojes idénticos, o conjuntos de ruedas. En cada boje hay dos ejes motores. Las únicas locomotoras conocidas con esta configuración fueron las dos EMD TR3, hechas con tres unidades B-B acopladas en forma permanente.

## C
"C" indica que hay tres ejes motores debajo de la unidad. No están articulados con respecto a otras partes de la locomotora. Esta disposición se usa solo en locomotoras muy pequeñas, y a veces se la denomina 0-6-0, su equivalente en la notación Whyte.

## C-B
"C-B" indica que hay dos bojes, o conjuntos de ruedas. El boje "C" está debajo del frente de la unidad, y tiene tres ejes motores. El boje "B" se encuentra ubicado debajo de la parte trasera de la locomotora y tiene dos ejes motores. La JNR Clase DE10 tiene esta configuración.

## C-C
"C-C" indica que hay dos bojes idénticos, o conjuntos de ruedas. Cada boje tiene tres ejes motores. Las EMD SD ("Special Duty", Uso Especial) son un ejemplo de esta configuración. Es una configuración muy usada para aplicaciones de baja velocidad y alto peso, como los trenes de minerales. Ver también Co-Co.

## 1-C+C-1
"1-C+C-1" significa que hay dos juegos articulados de ejes. Cada uno de ellos posee un boje con un eje de apoyo, y en el extremo interno tres ejes motores. Dos de estos juegos articulados están colocados cola con cola y conectados por medio de un acople permanente. Las locomotoras eléctricas PRR FF1 y FF2 usaban esta configuración.

## 2-C+C-2
"2-C+C-2" significa que hay dos juegos articulados de ejes. Cada uno de ellos posee un boje con dos ejes de apoyo, y en el extremo interno tres ejes motores. Dos de estos juegos articulados están colocados cola con cola y conectados por medio de un acople permanente. Las locomotoras eléctricas GG1 son un notable ejemplo de esta disposición.

## 2+C-C+2
"2+C-C+2" significa que hay dos juegos de ejes. Cada uno de ellos posee un boje de guía con dos ejes de apoyo, y en el extremo interno y acoplado a éste, un boje con tres ejes motores. La locomotora a Turbina de Gas-Eléctrico de GE de 1929 es un notable ejemplo de esta disposición.

## 2-C1+2-C1-B
"2-C1+2-C1-B" indica que hay cinco bojes. Solo los primeros tres ejes en los bojes de cuatro ejes son motores, así como los son los dos ejes del boje trasero; el primer boje y el del medio poseen dos ejes de apoyo cada uno. El único ejemplo de esta configuración son las tres únicas locomotoras a turbina de vapor alimentadas con carbón fabricadas por la Baldwin Locomotive Works para el Chesapeake and Ohio Railway, entre 1947 y 1948. Estas máquinas a veces se denominan M-1.

## C-C+C-C
"C-C+C-C" indica que hay cuatro bojes, o conjuntos de ruedas, idénticos. Cada boje tiene tres ejes motores. El único ejemplo es la locomotora a turbina de gas-eléctrica de 8500 hp (6,3 MW) construida por General Electric para el Union Pacific. Estas máquinas consistían en dos unidades C-C acopladas permanentemente.

## C+C-C+C
"C+C-C+C" indica que hay cuatro bojes, o conjuntos de ruedas, idénticos. Cada boje tiene tres ejes motores y están unidos a pares mediante puentes de apoyo. Esta configuración fue usada para la locomotora a turbina de vapor alimentada con carbón Jawn Henry, construida por la Baldwin Locomotive Works para el Norfolk & Western Railway en mayo de 1954.

## 1-D-1
"1-D-1" indica que hay tres bojes, o conjuntos de ruedas. En cada extremo de la unidad hay un boje con un eje de apoyo; el boje central tiene cuatro ejes motores. Las locomotoras eléctricas originales de 1904-1909 "T-Motor" del New York Central Railroad, para la electrificación de la Grand Central Terminal, usaban esta disposición.

## 2-D-2
"2-D-2" indica que hay tres bojes, o conjuntos de ruedas. En cada extremo de la unidad hay un boje con dos ejes de apoyo; el boje central tiene cuatro ejes motores. La locomotora eléctrica R1 del Pennsylvania Railroad y las locomotoras clase X del Western Australian Government Railways utilizaban esta configuración.

## D-D
"D-D" indica que hay dos bojes, o conjuntos de ruedas, idénticos. Cada boje tiene cuatro ejes motores. Un ejemplo son las unidades EMD DD.

## 2-D+D-2
"2-D+D-2" indica que hay dos juegos de ruedas articulados. Cada uno posee un boje con dos ejes de apoyo, y en el extremo interno de aquel, cuatro ejes motores. Dos de estos juegos articulados están ubicados cola con cola y acoplados. Los ejemplos incluyen la locomotora diésel-eléctrica DR-12-8-1500/2 "Centipede" de Baldwin y la locomotora eléctrica "Little Joe" de GE.

## B-D+D-B
"B-D+D-B" indica que hay dos juegos de ruedas articulados. Cada uno de ellos posee un boje con dos ejes motores, y en el extremo interno cuatro ejes también motores. Dos de estos conjuntos están colocados cola con cola y acoplados. Las locomotoras eléctricas clase W1 de General Electric para el Great Northern Railway tenían esta configuración.

## 1B+D+D+B1
"1B+D+D+B1" indica que hay cuatro juegos de ruedas articulados. En cada extremo hay un eje de apoyo y dos ejes motores, acoplados a un juego de cuatro ejes motores. Dos de estos conjuntos articulados están ubicados cola con cola y acoplados. Las locomotoras eléctricas "Bi-Polar" usadas por el Milwaukee Road tenían esta configuración.

## (B+B-B+B)+(B+B-B+B)
"(B+B-B+B)+(B+B-B+B)" indica que hay dos unidades, cada una con cuatro bojes en disposición B+B-B+B. Entre los ejemplos, se encuentran las locomotoras eléctricas EL-2B del Virginian Railway.